# Sarah Grünheid
Sarah Grünheid (* 27. September 1990 in Dorsten) ist eine deutsche Fußballspielerin. Die Stürmerin stand lange bei Arminia Bielefeld und beim VfR Warbeyen in der Regionalliga West unter Vertrag; seit 1. Juli 2023 ist sie vereinslos.

## Karriere
Mit sieben Jahren begann sie beim SuS Hervest-Dorsten mit dem Fußball. Nach Stationen beim 1. FFC Recklinghausen, VfL Bochum und dem FSV Gütersloh 2009 wechselte Grünheid zur Saison 2016/17 zu Arminia Bielefeld in die 2. Frauen-Bundesliga. Nach dem zwischenzeitlichen Abstieg in die Regionalliga wurde sie dort 2019 mit 43 Toren in 25 Spielen Torschützenkönigin und es gelang der direkte Wiederaufstieg. In der Saison 2019/20 erreichte Grünheid mit Bielefeld als Zweitligist das Halbfinale im DFB-Pokal. Auf dem Weg dahin wurden mit dem MSV Duisburg und der SC Sand, bei dem sie beim 3:2-Sieg einen Hattrick erzielte, zwei Bundesligisten geschlagen. Erst gegen den späteren Sieger VfL Wolfsburg war Schluss. Sie hat im DFB-Pokal in 25 Spielen 29 Tore erzielt. Damit wurde sie dreimal Torschützenkönigin im DFB-Pokal.
Zur Saison 2021/22 wechselte sie aus persönlichen Gründen innerhalb der 2. Liga zu Borussia Bocholt. Nach dem Abstieg von Bocholt wechselte sie 2022 zum Ligarivalen VfR Warbeyen in die Regionalliga.

## Erfolge
- Torschützenkönigin DFB-Pokal 2020 und 2. Bundesliga Nord 2018

## Sonstiges
Grünheid ist ausgebildete Bankkauffrau und arbeitet in der Geschäftsführung beim DRK in Reken. Gemeinsam mit ihrer Mitspielerin Tanja Grünheid (geborene Thormählen) ist sie seit August 2020 Mutter von Zwillingen.